# Ipomoea rotundata
Ipomoea rotundata är en vindeväxtart som beskrevs av B. Verdcourt. Ipomoea rotundata ingår i släktet praktvindor, och familjen vindeväxter. Inga underarter finns listade i Catalogue of Life.